# ریچارد هیب
ریچارد هیب (به انگلیسی: Richard Hieb) فضانورد اهل کشور ایالات متحده آمریکا است که در ۲۱ سپتامبر ۱۹۵۵ میلادی در جیمزتاون، داکوتای شمالی زاده شد. وی در مأموریت اس‌تی‌اس-۳۹، اس‌تی‌اس-۴۹، اس‌تی‌اس-۶۵ حضور داشته است.